# Trempête
 (juillet 2022).
 (juin 2025).
Motif : absence de sources vérifiables en ligne, la seule étant une vidéo expliquant qu'il s'agit d'une anecdote inventée, par ailleurs, l'article est orphelin et sans interwiki.
- Archive Wikiwix
- Bing
- Cairn
- DuckDuckGo
- E. Universalis
- Gallica
- Google
- G. Books
- G. News
- G. Scholar
- Persée
- Qwant
- (zh) Baidu
- (ru) Yandex
- (wd) trouver des œuvres sur Wikidata

| 1. | Préciser le motif de la pose du bandeau. | Précisez le motif de la pose du bandeau en utilisant la syntaxe suivante : {{admissibilité à vérifier\|date=juin 2025\|motif=remplacez ce texte par le motif}}                |
| 2. | Informer les utilisateurs concernés.     | Pensez à avertir le créateur de l'article, par exemple, en insérant le code ci-dessous sur sa page de discussion : {{subst:avertissement admissibilité à vérifier\|Trempête}} |

La trempête est un rituel ou une superstition théâtrale ayant vocation à assurer un bon déroulement des représentations lors de l'exploitation d'un spectacle.
Faire trempête consiste, avant la deuxième représentation, à partager entre comédiens un pain au chocolat que l'on trempe dans une bolée de cidre. La dernière goutte du verre étant lancée sur le metteur en scène.

## Origine établie
Paul Scarron évoque dans la troisième partie du Roman comique la façon dont Triboulet aurait remplacé l'hostie et le vin de messe du curé de la paroisse, le père Gontrand Blaise par du cidre et un pâté chaud. Vexé, ce dernier aurait déclaré : "Cet acteur est moins bon sur scène qu'à la trempête". Et Triboulet de répondre : "Pâté en trempête, succès en trompette".
Ces relations tendues entre Église chrétienne et Théâtre s'inscrivent dans une longue tradition de provocations en réponse à l'excommunication des comédiens. On parle des "escarmouches de la foi".

## Variantes
L'invention des pains au chocolat étant largement postérieure à cet épisode, et l'anecdote de Triboulet étant sans lien avec la deuxième d'un spectacle, l'origine de cette tradition demande à être complétée :

### Fête de la Sainte-Barbe
Lors de la Fête de la Sainte-Barbe, sainte patronne des mineurs. La fanfare jouait avant la grand-messe, et jouait aussi le bal qui suivait la kermesse. Pour cette seconde représentation, afin de se donner du cœur au ventre, ils remplaçaient le vin coupé d’eau par du cidre (produit de luxe pour les mineurs) et un morceau de pain trempé dedans. Ils jouaient ainsi jusqu’à la nuit tombée. Cela expliquerait que la tradition était reprise à la deuxième puisque la fanfare reprenait après la kermesse le même répertoire (au moins en partie). Il s'agissait donc bien d'une deuxième.

### Marins comédiens
Cette autre variante, lacunaire, est relatée par Lucien Dubech, elle a néanmoins le mérite de donner une explication au chocolat présent dans le pain, l'attribuant au commerce triangulaire et à la découverte du cacao :
Au temps du commerce triangulaire et de la colonisation des Amériques, les marins pratiquaient le théâtre pour se distraire. Sur le retour les conditions étant catastrophiques, les marins ont décidé de créer leur deuxième pièce de théâtre pour remonter le moral de l'équipage. Toute l’eau potable ayant disparu hormis un tonneau de cidre accompagné de quelques fèves de cacao qu'un esclave leur avait généreusement partagées. ils les ont bu et mangé avant d'entrer en scène. La qualité de la représentation ayant remonté le moral de tout le monde, les marins auraient survécu à la traversée. On raconte depuis que si l'on souhaite qu’un spectacle arrive à bon port et connaisse le succès, il est important de manger un pain au chocolat et une bolée de cidre avant la deuxième d'un spectacle. 
Cette source cependant est difficile à retenir. Aucune autre mention de ladite histoire n'a été trouvée dans les encyclopédies du théâtre faisant autorité. De même, il n'a jamais été avéré que les marins participant à la traite négrière se soient jamais consacrés au théâtre. On déniche également dans ce récit de légères incohérences comme le don généreux des fèves de cacao par un esclave. Or, au-delà du fait que ces fèves lui ont été probablement extorqué, un esclave provenant de la côte ouest de l'Afrique aurait difficilement pu se trouver en possession de fèves de cacao, ces dernières étant cultivées par les populations mésoaméricaines. Enfin, on peine à comprendre pourquoi des marins en si mauvaise posture auraient attendu le dernier moment pour ouvrir un tonneau de cidre. Il s'agit donc probablement d'un faux inventé de toutes pièces par Lucien Dubech que ce dernier aurait glissé malicieusement à l'intérieur de son encyclopédie. La Bibliotheca fictiva, créée par Arthur Freeman s'est intéressé de près à son encyclopédie.

### Le boulanger Ragueneau
Dans une interview, Alexis Michalik livre une version fictive qu'il reconnaît lui-même avoir inventé. 
Edmond Rostand, dévasté après la première désastreuse de Cyrano de Bergerac au théâtre de la Porte Saint-Martin se trouve le lendemain en loge avec un fond de bouteille de cidre et un pain au chocolat tout chaud. Ce pain au chocolat, déposé par un certain Ragueneau (nom de code d'un admirateur) était destiné à Rosemonde Gérard, la comédienne incarnant Roxane. Penché au-dessus de sa tasse, dans laquelle il vient de tremper un morceau de pain au chocolat, il a l'idée de doter le personnage de Cyrano d'un nez proéminent, ce qui change sa pièce du tout au tout et lui confère le succès que l'on connaît. 
Il reconnaît ensuite tenir cette version d'une troupe de théâtre basée dans le Maine-et-Loire et composée de gens mauvais. Ce qui ne l'a pas empêché, lors de la deuxième d'Edmond, d'honorer la représentation d'une trempête.